# Chelsea Johnsonová
Chelsea Johnsonová (* 20. prosince 1983, San Luis Obispo, Kalifornie) je bývalá americká atletka, jejíž specializací byl skok o tyči.

## Kariéra
Největší úspěch ve své kariéře zaznamenala v roce 2009 na světovém šampionátu v Berlíně. V kvalifikaci překonala základní výšku 425 cm až třetím pokusem, následné však vždy napoprvé. Ve finále byla bezchybná do výšky 465 cm stejně jako Polka Monika Pyreková, se kterou se nakonec podělila o stříbrnou medaili. Obě využily zaváhání Jeleny Isinbajevové, která ve finále zaznamenala tři křížky. 465 cm skočila také Němka Silke Spiegelburgová, kvůli horšímu technickému zápisu však zůstala bez medaile, na 4. místě.
V roce 2010 neprošla na halovém MS v katarském Dauhá sítem kvalifikace. O rok později ukončila pro nedostatek entuziasmusu do dalšího soutěžení atletickou kariéru.
Jejím otcem je bývalý skokan o tyči Jan Johnson, který získal na letních olympijských hrách v Mnichově v roce 1972 bronzovou medaili.

## Osobní rekordy
- hala – 462 cm – 19. únor 2010, Flagstaff
- venku – 473 cm – 26. červen 2008, Los Gatos